# Cầu Rạch Cát (Đồng Nai)
Cầu Rạch Cát (hay còn gọi là cầu Đồng Nai Nhỏ) là một chiếc cầu sắt bắc qua nhánh sông Đồng Nai chảy qua cù lao Phố, nối phường Quyết Thắng và phường Hiệp Hòa tại thành phố Biên Hòa, tỉnh Đồng Nai, phục vụ cho tuyến đường sắt Bắc - Nam thuộc khu gian Biên Hòa - Dĩ An tại lý trình 1699 + 245.

## Lịch sử xây dựng và hoạt động
Cầu Rạch Cát được xây dựng cùng lúc với cầu Ghềnh vào đầu thế kỉ 20, khi người Pháp bắt đầu xây dựng tuyến Quốc lộ 1 và đường sắt Sài Gòn - Nha Trang đoạn chạy qua tỉnh Biên Hòa. Cả hai cây cầu vượt sông Đồng Nai này đều do hãng Eiffel thiết kế, chế tạo và hoàn thành vào năm 1903. Năm 1904, tuyến đường sắt nối Sài Gòn và Biên Hòa bắt đầu hoạt động sau khi cầu Rạch Cát và cầu Ghềnh được khánh thành, giúp cho cư dân ở cù lao Phố có thể thông thương với hai vùng đất này nhiều hơn.
Từ nửa sau thế kỉ 20, với sự phát triển và gia tăng dân số nhanh của thành phố Biên Hòa, cầu Rạch Cát và cầu Ghềnh đã trở nên quá tải khi mỗi ngày có đến hàng nghìn lượt xe lưu thông qua lại, thường xuyên xảy ra tình trạng ùn tắc giao thông vào giờ cao điểm. Hơn nữa giao thông trên các cầu này còn bộc lộ nguy cơ mất an toàn rất cao vì dùng chung giữa đường bộ và đường sắt. Đầu thập niên 70, chính quyền Việt Nam Cộng Hòa cho xây dựng cầu Hóa An và một tuyến xa lộ dài 5 km từ cầu Hang đến ngã ba Vườn Mít (nay là Quốc lộ 1K) nhằm giảm áp lực lưu thông qua hai cầu trên. Đến năm 2010, Uỷ ban nhân dân Thành phố Biên Hòa tiến hành việc xây dựng cầu đường bộ Hiệp Hòa nằm phía hạ lưu của cầu Rạch Cát để giải quyết một phần ùn tắc giao thông giữa các phường nội ô của Biên Hòa và cù lao Phố. Năm 2011, Vụ tàu Thống Nhất đâm 6 ô tô trên cầu Ghềnh đã khiến Bộ Giao thông Vận tải phải rà soát và đưa ra nhiều phương án đối với các cầu dùng chung giữa đường bộ và đường sắt trên toàn bộ hệ thống Đường sắt Việt Nam, trong đó có cầu Rạch Cát. Tháng 1 năm 2012, Tổng công ty Đường sắt Việt Nam (VNR) khởi công xây dựng cầu Bửu Hòa nhằm nhanh chóng tách hoàn toàn luồng giao thông đường bộ ra khỏi cầu Rạch Cát và cầu Ghềnh theo lệnh khẩn cấp của Thủ tướng chính phủ.
Ngày 15 tháng 5 năm 2013, đường bộ trên cầu Rạch Cát bị đóng vĩnh viễn sau khi cầu Bửu Hòa được xây dựng xong. Tuy nhiên, UBND xã Hiệp Hòa đã kiến nghị cấp có thẩm quyền cho giãn thời gian cấm xe lưu thông qua 2 cầu này để giảm áp lực phương tiện lưu thông qua đường Đặng Văn Trơn dẫn lên cầu Bửu Hòa đang bị xuống cấp trầm trọng. Ban Quản lý dự án đường sắt khu vực 3 cho phép xe máy, xe đạp và người đi bộ lưu thông tạm thời trong thời gian chờ sửa chữa đường Đặng Văn Trơn trên cánh gà cầu Rạch Cát, nhưng chỉ được lưu thông một chiều từ Trung tâm thành phố Biên Hòa sang xã Hiệp Hòa. Tháng 9 năm 2014, Bộ GTVT tiếp tục chấp nhận đề nghị của UBND tỉnh Đồng Nai, cho phép xe hai bánh trếp tục lưu thông một chiều như trước đây. Tuy nhiên, Bộ cũng lưu ý với tỉnh đường bộ trên cầu Rạch Cát cũng như cầu Ghềnh sẽ bị đóng trong tương lai sau khi hệ thống đường địa phương kết nối với cầu Bửu Hòa được nâng cấp và cải tạo. Bộ giao VNR thực hiện việc duy tu, bảo dưỡng cả hai cầu này. Sau khi cầu Ghềnh bị đâm sập vào tháng 3 năm 2016, chính quyền tỉnh Đồng Nai đã kiến nghị Bộ GTVT quan tâm đến cầu Rạch Cát nhiều hơn.

## Kết cấu
Ban đầu, cầu Rạch Cát có 3 nhịp dàn thép 41,50 m hình vòng cung đặt trên hai trụ, khe đầu dầm thành 125 m. Nhịp cầu và dầm cầu gắn kết với nhau bằng từng chiếc đinh tán thủ công. Chân trụ mố cầu xây thủ công bằng đá, hoàn toàn không có bê tông cốt thép. Các dàn thép có thiết kế đồng dạng với cầu Ghềnh nên đôi khi hai cầu này còn được gọi là "anh em sinh đôi". Sau một đợt sửa chữa, nhịp cầu giữa được thay thế bằng nhịp cầu vuông. Chung quanh các mố cầu hiện nay có dàn thanh sắt chống tàu thuyền va đập nhằm đảm bảo an toàn cho cầu.